# 伴彦貞
伴 彦貞（とも の ひこさだ）は、平安時代中期の貴族。参議・伴保平の子。官位は従四位下・近江守。

## 経歴
従五位下・讃岐介に叙任されたのち、天慶5年（942年）かつての越中国の国司としての功労により従五位上に叙される。のち、美濃守を経て、天暦8年（954年）播磨守、天徳3年（959年）近江守と地方官を歴任し、位階は従四位下に至った。

## 官歴
- 時期不詳：従五位下。讃岐介[1]
- 天慶5年（942年） 4月25日：従五位上（越中功課）[1]
- 天暦元年（947年） 12月25日：見讃岐介[2]
- 時期不詳：美濃守。従四位下[3]
- 天暦8年（954年） 5月：播磨守[3]
- 天徳3年（959年） 正月28日：近江守[3]

## 系譜
『地下家伝』による。
- 父：伴保平
- 母：不詳
- 生母不明の子女
  - 男子：伴忠陳